# Адамс (Міннесота)
Адамс (англ. Adams) — місто (англ. city) в США, в окрузі Мовер штату Міннесота. Населення — 683 особи (2020).

## Географія
Адамс розташований за координатами 43°33′55″ пн. ш. 92°43′8″ зх. д. / 43.56528° пн. ш. 92.71889° зх. д. (43.565357, -92.718994).  За даними Бюро перепису населення США в 2010 році місто мало площу 2,61 км², уся площа — суходіл.

## Демографія
Згідно з переписом 2010 року, у місті мешкало 787 осіб у 304 домогосподарствах у складі 188 родин. Густота населення становила 302 особи/км².  Було 330 помешкань (126/км²).
Расовий склад населення:
| - 98,3 % — білих |

До двох чи більше рас належало 1,1 %. Частка іспаномовних становила 1,7 % від усіх жителів.
За віковим діапазоном населення розподілялося таким чином: 21,3 % — особи молодші 18 років, 47,3 % — особи у віці 18—64 років, 31,4 % — особи у віці 65 років та старші. Медіана віку мешканця становила 46,6 року. На 100 осіб жіночої статі у місті припадало 86,5 чоловіків;  на 100 жінок у віці від 18 років та старших — 79,9 чоловіків також старших 18 років.
Середній дохід на одне домашнє господарство  становив 58 722 долари США (медіана — 45 417), а середній дохід на одну сім'ю — 75 987 доларів (медіана — 61 625). За межею бідності перебувало 12,9 % осіб, у тому числі 19,0 % дітей у віці до 18 років та 9,5 % осіб у віці 65 років та старших.
Цивільне працевлаштоване населення становило 336 осіб. Основні галузі зайнятості: освіта, охорона здоров'я та соціальна допомога — 37,5 %, виробництво — 17,9 %, будівництво — 9,8 %, роздрібна торгівля — 7,7 %.